# Tom Stonier
 (mai 2017).
Si vous disposez d'ouvrages ou d'articles de référence ou si vous connaissez des sites web de qualité traitant du thème abordé ici, merci de compléter l'article en donnant les références utiles à sa vérifiabilité et en les liant à la section « Notes et références ».
Tom Ted Stonier (Hambourg, 29 avril 1927 - 15 juin 1999) est un biologiste et philosophe allemand passionné par les sciences de l'information et l'évolution pacifique du monde.
Ses recherches scientifiques centrées sur l'information donnent un éclairage particulier sur les conceptions évolutionnistes de Pierre Teilhard de Chardin. Il ébauche le principe de la transformation d'une soupe énergétique originale (Big Bang) vers une information pure (le point Oméga). Il place le monde matériel actuel dans cette dynamique d'évolution entropique de l'équilibre énergie-matière-information.

## Principaux ouvrages
- Nuclear Desaster, 1964
- « The Natural History of Humanity: Past, Present and Future », in International Journal of Man-Machine Studies, 14 (1) 1981, S. 91-122
- The Wealth of Information: A Profile of the Post-Industrial Economy, 1983
- « Machine Intelligence and the Long-Term Future of the Human Species », in AI & Society 2(2) 1988, S. 133-139
- Information and the Internal Structure of the Universe, 1990
- Beyond Information: The Natural History of Intelligence, 1992
- Information And Meaning. An Evolutionary Perspective, 1997